# 1991 FO1
1991 FO1 är en asteroid i huvudbältet som upptäcktes den 17 mars 1991 av den belgiske astronomen Henri Debehogne vid La Silla-observatoriet.
Asteroiden har en diameter på ungefär 6 kilometer och den tillhör asteroidgruppen Koronis.